# Браян Кіф
Браян Кіф (англ. Brian Keefe; нар. 7 квітня 1976) — американський баскетбольний тренер і колишній гравець команд НАСС. Наразі виконує обов'язки головного тренера команди НБА «Вашингтон Візардс».